# Liberalizacija
Liberalizacija je izraz koji u najširem smislu označava uvođenje novih pravnih propisa koji za posljedicu imaju uklanjanje prethodnih ograničenja i restrikcija u raznim oblastima društvenog života. 
U užem smislu se pod liberalizacijom može podrazumijevati ekonomska liberalizacija, odnosno uklanjanje ograničenja i zapreka za obavljanje ekonomske djelatnost, npr. ukidanjem monopola i dozvolom privatnim i stranim poduzetnicima da vrše neku djelatnost; smanjenja ograničenja vezana uz određenu veličinu poduzeća, vlasničke udjele, broj zaposlenika, radno vrijeme i sl. Vrlo često se uz ekonomsku liberalizaciju veže i pojam deregulacije.
Liberalizacija se može odnositi i na ne-ekonomska pitanja, te može npr. uključivati legalizaciju postojanja opozicijskih političkih stranaka, putovanja u inozemstvo, istospolnog braka i sl. 
Iako se pojam liberalizacija često vezuje uz pojam demokratizacija, oni nisu istovjetni, odnosno postoje brojni primjeri gdje su ne-demokratske države liberalizirale brojne oblasti društvenog života, a da pri tome nisu dovele u pitanje vlastito društveno-političko uređenje. 